# Orde van de Witte Adelaar (Polen)

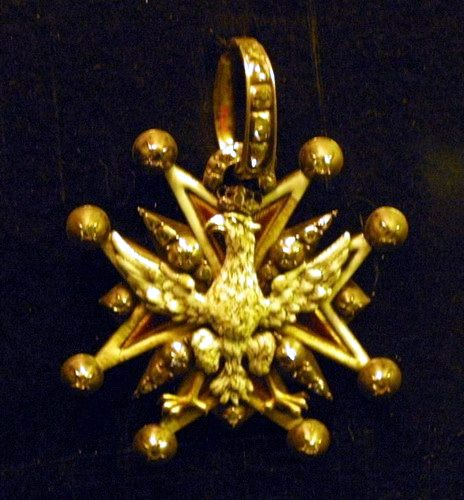
Een kleinood van de Orde uit de 18e eeuw

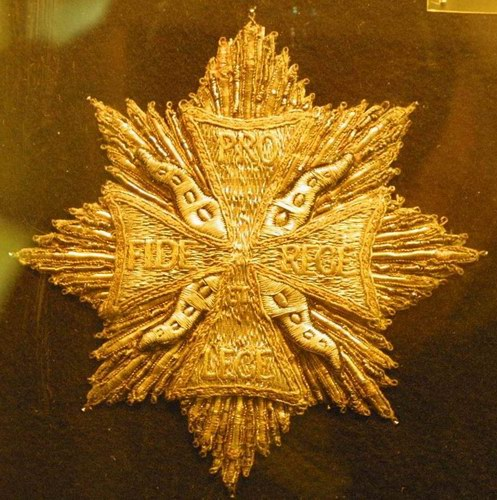
geborduurde ster uit de 18e eeuw

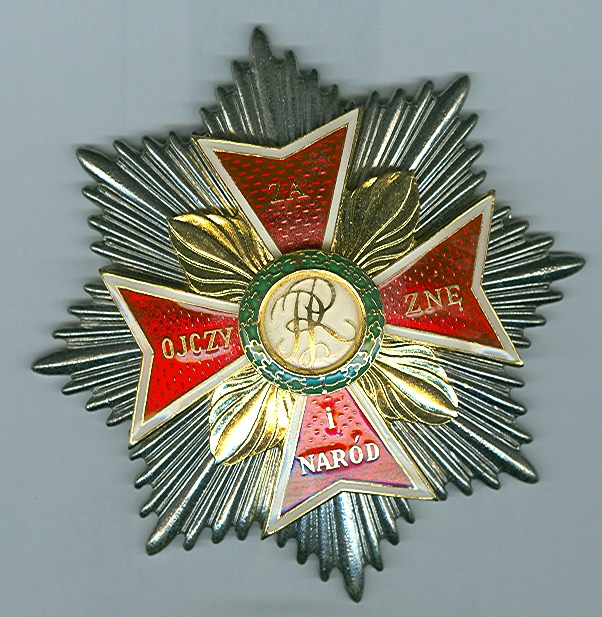
Een moderne ster van de Orde. Particuliere verzameling, Groningen

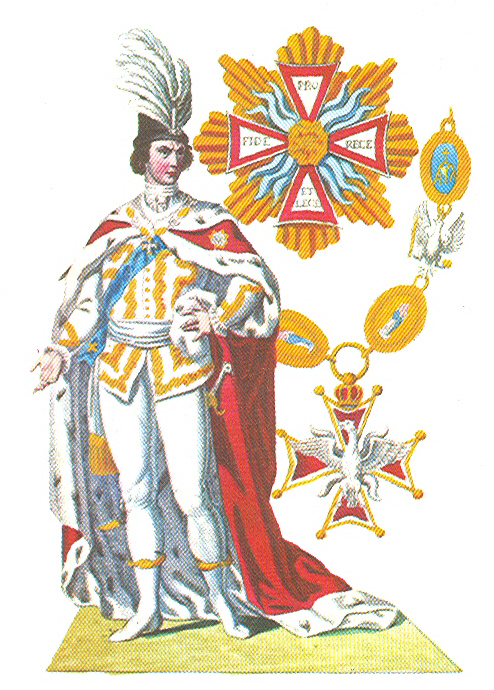
Een 18e-eeuwse ridder in de Orde van de Witte Adelaar in de ordekleding

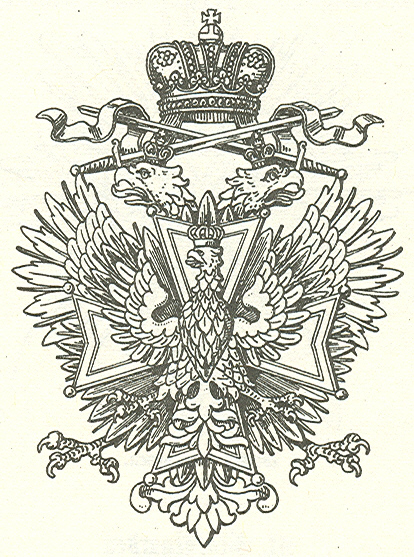
Kruis met zwaarden van de Orde van de Witte Adelaar, Keizerrijk Rusland.

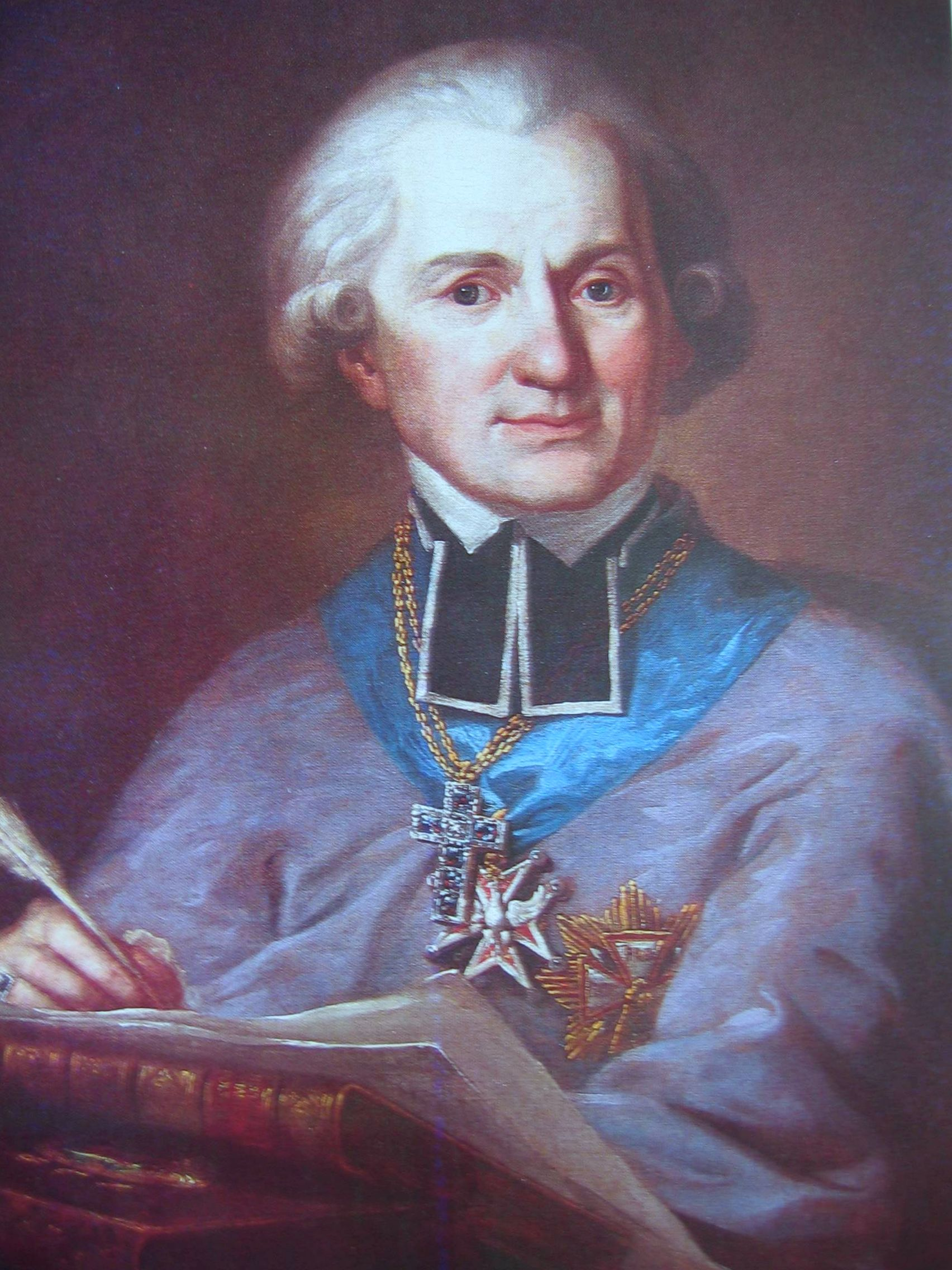
Een 18e-eeuwse geestelijke draagt de Orde van de Witte Adelaar

De Orde van de Witte Adelaar (Pools: Order Orła Białego) is de hoogste Poolse onderscheiding. Deze ridderorde werd op 1 november 1705 door koning Augustus II van Polen ingesteld. Deze Orde heeft altijd een enkele graad, die van ridder, gekend. Omdat de orde steeds in de een of andere vorm heeft voortbestaan is zij nu de op 6 na oudste nog bestaande ridderorde.
Van 1831 tot 1917 was de Orde een van de Russische ridderorden. (Russisch: Императорский и Царский орден Белого Орла)

## Geschiedenis van de Orde
De Orde van de Witte Adelaar was bij de oprichting een rood ovaal schild met een afbeelding van het Poolse wapendier dat aan een lichtblauw lint werd gedragen. Dit kleinood werd al in 1709 vervangen door een kruis.

In 1713 werd de orde en sautoir (om de hals) gedragen, en droegen de ridders een geborduurde ster op de linkerborst.
De Poolse koning verleende deze Orde aan een klein aantal belangrijke edellieden en leden van zijn Huis, voor anderen was er de Orde van Sint Stanislaus. De ridders droegen een rijke ordekleding met mantel en hoed.
Na de Poolse delingen en het uiteindelijke opheffen van Polen als staat in 1795 werd ook de Orde van de Witte Adelaar afgeschaft. In 1807 herstelde het groothertogdom Warschau de Orde, en het was ook de hoogste ridderorde van het door de Russische tsaar bestuurde koninkrijk Polen.
In 1830 werd het koninkrijk Polen na een onsuccesvolle revolutie van Poolse patriotten opgeheven en werd het land vanuit Sint-Petersburg bestuurd. De Poolse orden werden nu deel van het Russische stelsel van onderscheidingen, en zij werden door de Tsaren veel verleend.
Na de Februarirevolutie van 1917 bleef de Orde ook onder de democratische regering van Aleksandr Kerenski een Russische orde maar na de Oktoberrevolutie werd de Orde, net als andere ridderorden, afgeschaft.
De herstelde Poolse natie bevestigde op 4 februari 1921 de Orde van de Witte Adelaar als Polens hoogste onderscheiding maar verving de hoogst impopulaire Orde van Sint Stanislaus door de Orde Polonia Restituta. De kleinoden van de Orde werden opnieuw ontworpen en nu zonder koningskroon verleend. Het lint bleef hemelsblauw.
In de periode 1921-1939 werd de Orde aan 24 Polen en 87 vreemdelingen verleend. Onder hen waren 33 regerende vorsten, 12 prinsen, 10 ministers-presidenten en 15 ministers.
De overval door de nazi's in september 1939 dwong de Poolse regering om naar Londen uit te wijken. Daar bleef deze regering tot 26 oktober 1992 in ballingschap regeren. Deze regering, die na de oorlog in twee concurrerende regeringen uiteenviel, bleef de Orde van de Witte Adelaar verlenen en na de val van de communistische dictatuur ontving Polens gekozen president, Lech Wałęsa, de versierselen van de Orde van de Witte Adelaar van zijn, nu zeer bejaarde, Londense voorganger Ryszard Kaczorowski. Onder de na de val van het communisme gedecoreerde Polen waren ook generaal Stanisław Maczek en verzetstrijdster Elżbieta Zawacka. 
De Orde van de Witte Adelaar wordt aan vooraanstaande Polen en aan buitenlanders, meest staatshoofden, verleend. Ook Prinses Beatrix der Nederlanden, koning Willem-Alexander der Nederlanden zijn ridder in deze orde. 

## De versierselen van de Orde

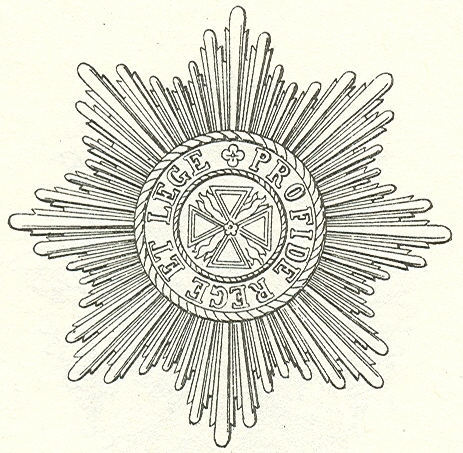
Een ster van de Orde uit de 19e eeuw

Ten tijde van de stichting was het ordeteken van de Orde van de Witte Adelaar een rood ovaal schild met een afbeelding van het Poolse wapendier dat aan een lichtblauw lint werd gedragen. Dit kleinood werd al in 1709 vervangen door een kruis.

Sinds 1713 werd de orde "en sautoir", dat wil zeggen om de hals, gedragen en droegen de ridders ook een geborduurde ster op de linkerborst.

Op de feestdagen van de Orde droegen de ridders en ordekostuum en een keten.
Tsaar Alexander I heeft de orde in een oekaze van 25 december 1831 tot een keizerlijke Russische orde gemaakt en vastgesteld dat aan het ordekruis de Russische keizerskroon als verhoging werd toegevoegd.
Het schitterende juweel zag er nu als volgt uit: Op een Russische tweekoppige adelaar ligt en rood Maltezer kruis waarop de gekroonde Poolse witte adelaar ligt.
De orde kon ook met zwaarden worden verleend.
De ster van de orde was van goud met een medaillon met op de blauwe rand de woorden "PRO FIDE REGE ET LEGE" (Latijn: "voor geloof, koning en recht").
In het medaillon een wit kruis met een rode rand en zilveren vlammen in de armen van het kruis. In het centrum van het kruis is een rode roos afgebeeld.
Het gebruik om de ridders in de hoogste orden van Rusland ook ambtshalve het kruis van een lagere orde te laten dragen bestond al in de 18e eeuw. In de 19e eeuw werd het geregeld door een oekaze van tsaar Nicolaas I van Rusland van 1 september 1845. Deze oekaze is tot de val van de laatste tsaar in 1917 van kracht gebleven.
De oekaze stelde de volgende draagwijzen vast.
- Ridders in de Orde van Sint-Andreas droegen het kruis van de Orde van Alexander Nevski om de hals en zouden de inmiddels Russisch-Poolse Orde van de Witte Adelaar in het knoopsgat dragen.
- Ridders in de Orde van Alexander Nevski droegen de Orde van de Witte Adelaar om de hals en het kruis der Eerste Klasse van de Orde van Sint-Anna in het knoopsgat.
- Ridders in de Orde van de Witte Adelaar droegen de Orde van Sint-Anna om de hals en het kruis der Eerste Klasse van de Orde van Sint-Stanislaus in het knoopsgat.
- Ridders grootkruis in de Orde van Orde van Sint-Anna droegen het kruis der Eerste Klasse van de Orde van Sint-Stanislaus in het knoopsgat[1].

In 1921 stelde de Poolse republiek nieuwe kleinoden vast. Het kruis was ook nu een rood Maltezer kruis maar met witte randen en gouden vlammen in de armen van het kruis. Op dit alles is een witgeëmailleerde Poolse adelaar gelegd.

Het kruis wordt aan een hemelsblauw lint over de rechterschouder gedragen.

De ster is nu van zilver en sterk gewelfd. Op de ster ligt een rood Maltezer kruis met een witte biezen, gouden stralen tussen de armen en een medaillon. Op de armen van het kruis lezen we het nieuwe motto van de orde;"Za Ojczyznę i Naród" (Pools voor "Voor Vaderland en Volk"), binnen de lauwerkrans is een wit geëmailleerde plaat met het monogram "RP" (Rzeczpospolita Polska, (Pools voor "Republiek Polen").

## De Orde op het internet

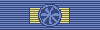
Op een uniform
dragen de ridders
deze baton

- (en)  Further Reading on the history of the Order: The Order of the White Eagle by Rafal Heydel-Mankoo
- Picture of the Order of the White Eagle

Orde van Sint-Andreas de Eerstgeroepene ·
Orde van de Heilige Catharina ·
Sint-Jorisorde ·
Orde van Sint-Anna ·
Alexander Nevski-orde ·
Orde van de Witte Adelaar (Polen) ·
Orde van Sint-Stanislaus ·
Orde van Sint-Vladimir ·
Herdenkingsdecoratie voor het 300-jarig bestaan van de Romanov-dynastie ·
Orde van het Rode Kruis voor Vrouwen en Meisjes ·
Soevereine Militaire Hospitaalorde van Sint-Jan van Jeruzalem en Malta in Rusland ·
Held van de Arbeid (1922) ·
Orde van de Rode Vlag van de Arbeid ·
Leninorde ·
Leninprijs ·
Held van de Sovjet-Unie ·
Gouden Ster ·
Orde van de Oktoberrevolutie ·
Ereteken van de Sovjet-Unie ·
Orde van de Glorie van de Arbeid ·
Orde van de Rode Banier ·
Held van de Socialistische Arbeid ·
Moeder-Heldin .
Heldenstad ·
Meester in de sport ·
Orde van de Vriendschap ·
Orde van de Vaderlandse Oorlog ·
Orde van de Eer ·
Orde van de Glorie ·
Orde van Nachimov ·
Orde van Koetoezov ·
Orde van Oesjakov ·
Orde van Soevorov ·
Orde van Bogdan Chmelnitski ·
Orde van de Rode Ster ·
Orde van de Heilige Aartsengel Michaël ·
Onderscheidingskruis van de Heilige Apostelgelijke Vorstin Olga ·
Orde van Sint-Nicolaas de Wonderdoener
Zie ook: Ridderorden in Rusland · Orden van de Sovjetrepublieken · Orden van de Sovjet-Unie · Medailles van de Sovjet-Unie